# Die schöne Braut in Schwarz
Die schöne Braut in Schwarz ist ein Thriller des Regisseurs Carlo Rola aus dem Jahr 2004. In der Hauptrolle verkörpert Iris Berben die rachsüchtige Sylvia Rosch, die selbst vor Morden nicht zurückschreckt, um ihre Ziele zu erreichen. Der ursprüngliche Titel lautete Todesengel.

## Handlung
Der politisch wichtige Unternehmer Simon Kath stirbt; seine Witwe und Haupterbin Sylvia Rosch macht den Besitz zu Geld und verschwindet. Der Familie Kath gelingt es, das Bundeskriminalamt von einer näheren Untersuchung der Todesursache zu überzeugen. Die Beamten Barbara Lahn und Til Wegner erhalten den Auftrag.
Obwohl bei der Obduktion keine ungewöhnlichen Umstände zu finden waren, lässt Lahn die Leiche exhumieren und neuerlich untersuchen. Es stellt sich heraus, dass Kath einer schmerzhaften Thalliumvergiftung erlegen und höchstwahrscheinlich ermordet worden ist. Lahn und Wegner machen sich auf die Suche nach der verschwundenen Rosch.
Sie entdecken, dass sie in einem Hotel in Portofino eingecheckt hat und beobachten sie. Rosch trifft sich dort mit dem Schriftsteller Aldo Caldini, den sie in Rom durch einen arrangierten Autounfall kennen gelernt hat. Rosch gelingt es, durch kühles, verführerisches Verhalten Caldini zu bezaubern: sie heiraten. Rosch vermacht ihren Besitz Caldini; dieser tut das Analoge. Rosch erkennt, dass Caldini an einer Schreibhemmung und an Impotenz leidet. Sie verführt seinen Sohn und lässt das Caldini entdecken, der sich daraufhin erschießt.
Lahn und Wegner versuchen, eine Verbindung zwischen den Opfern Kath und Caldini zu finden, was sich als ausgesprochen schwierig erweist, weil bei beiden viele Dokumente verschwunden sind. Durch Zufall bekommen Lahn und Wegner ein Foto in die Hand, das Kath, Caldini und drei andere Männer in einem Boot zeigt. Es handelt sich offenbar um das Bild einer Bootsfahrt vor 12 Jahren. Lahn nimmt an, dass auf dieser Bootsfahrt etwas geschehen ist, das Rosch als Mordanlass gilt. Sie versuchen, die anderen Männer auf dem Bild zu identifizieren.
Es gelingt. Es stellt sich heraus, dass sechs Männer – die fünf auf dem Foto und der, der das Foto geschossen hatte – auf der Bootsfahrt zwei Frauen, die Schwestern Eva und Maria Christensen, an Bord genommen hatten. Alle behaupten, dass sie diese wieder heil an Land gebracht hatten. Maria Christensen befindet sich allerdings in einer Heilanstalt; sie spricht nicht und verharrt in Katatonie. Von Eva Christensen fehlt jede Spur.
Durch Rückblenden wird klar, dass die Männer auf dem Schiff die beiden jungen Frauen in einem Gruppenexzess vergewaltigt haben und Eva über Bord warfen, sodass sie höchstwahrscheinlich ertrank.
Sylvia Rosch macht sich auf die Suche nach den restlichen Tätern. Sie ist dabei erfolgreich und setzt ihre Verführungskünste äußerst geschickt ein. Lahn und Wegner sind ihr aber auf der Spur. Trotzdem fallen ihr ein italienischer Metzger und der Österreicher Meyer, die ebenfalls an Bord waren, zum Opfer: der Metzger durch Strychnin, Meyer wird von Wegner erschossen, als er Rosch überfällt und umzubringen versucht.
Lahn gelingt es, ebenfalls in einer falschen Identität mit Rosch Freundschaft zu schließen. Sie tritt damit in nahen Kontakt zu ihr.
In der Heilanstalt erkennt die Leiterin anhand eines Fotos von Rosch in ihr die ehemalige Pflegerin Andrea Lindberg, zu der Maria Christensen großes Vertrauen gefasst hatte. Lindberg hat die Heilanstalt vor zwei Jahren aber verlassen.
Den Franzosen Larnier, der ebenfalls zu den Tätern gehört, verführt Rosch in einer neuen Identität als Giselle Manzini, nachdem sie einen scheinbar tödlichen Bootsunfall von Rosch fingiert hat. Larnier ist von Lahn und Wegner an sich bereits vorgewarnt, aber er verfällt ihr trotzdem, nachdem sie ihn als Taucherin aus einem Wrack gerettet hat. Bald darauf ist auch Larnier tot; Rosch alias Manzini hat ihn mit Blausäure vergiftet.
Letztlich ist nur mehr ein Täter übrig, der Arzt Dr. Sutter in Wien. Wegner zeigt Sutter ein Foto der Giselle Manzini und fragt ihn, ob das Eva Christensen sei, doch Sutter ist sich nicht sicher.
In Wien kommt es dann zum Showdown zwischen Lahn, Wegner und Sutter einerseits und Rosch andrerseits. Es fließt Blut: Rosch schießt Lahn an und erschießt Sutter; als Andrea Lindberg alias Sylvia Rosch alias Giselle Manzini (alias Eva Christensen?) verlässt sie die Szenerie offensichtlich unverletzt.
Maria Christensen erhält in der Heilanstalt einen Anruf, dass alles „getan“ sei; es sei „endlich Ruhe“. Maria lächelt und spricht.

## Motive
Der Film kann als feministisch angehauchtes Aufgreifen der „üblichen“ Gewalt gegen Frauen in Form eines Thrillers gesehen werden, ein „früher Film zum Thema Femizid“. Eine Frau übernimmt die Rolle der Rächerin eines Verbrechens, das von der Justiz nicht (mehr) verfolgt werden kann. Sie tut das allerdings, indem sie ihre Opfer, die Männer, erotisch abhängig macht und verführt. Insofern greift der Film auch männliche Redensarten von den „Waffen einer Frau“ auf. Berben spielt eine mit allen Wassern gewaschene Superagentin als Parodie männlicher Superagenten im Stile von James Bond u. a. Immer wieder schafft es die Heldin, den Männern das Gefühl zu geben, selbst aktiv geworden zu sein, obwohl die Heldin mit subtil gesetzten Aktivitäten das Geschehen selbst lenkt.
Gegenspielerin der Heldin ist die Kriminalbeamtin Lahn, die die verfolgte Rächerin wesentlich besser versteht als ihr Kollege Wegner, der die Verfolgung mehrmals abbrechen will. Lahn interpretiert bereits am Anfang die Miene Roschs auf einem Foto intuitiv richtig, während Wegner aus dem Foto keine Schlüsse ziehen will. Wegner „glaubt“ Rosch den tödlichen Bootsunfall vor Nizza, während Lahn ahnt, dass der nur inszeniert ist. Beide Frauen durchschauen auch gegenseitig die gespielten Rollen, ohne das explizit zu artikulieren. Die Figur des Til Wegner ist wichtig, weil die story aus ihrer Perspektive erzählt wird; Wegner ist das „Ich“ im Film.
Die Geschichte zeigt eine Tour de Force von Frankfurt über Rom, Portofino, Genua, Monte Carlo, Nizza und Salzburg bis Wien. Sie gibt Berben die Möglichkeit, in verschiedenen Outfits zu glänzen: als dunkelhaarig im Businessanzug oder im „kleinen Schwarzen“ unter einem Trenchcoat, wie ihn auch männliche Heldenfiguren getragen haben, oder als blond im hautengen Sommerkleid. Berbens Rolle changiert zwischen der Verführerin, der Managerin und der Rächerin und Mörderin.
Ein Fehlgriff ist der Titel. Die Heldin ist praktisch nie Braut und trägt auch nicht immer Schwarz, schon gar nicht im übertragenen Sinn.

## Produktionsnotizen
Der Film hatte am 12. Juni 2004 seine Premiere im deutschen Fernsehen.

## Kritiken
„Hochgradig spannender, zweiteiliger TV-Thriller mit starken film noir-Anleihen.“